# Sylvia Gerasch
Sylvia Gerasch (* 16. März 1969 in Cottbus) ist eine ehemalige deutsche Schwimmerin, die sowohl für die DDR als auch für Deutschland startete.

## Werdegang
Sie konnte bereits in jungen Jahren Erfolge vorweisen. So wurde sie mit 14 Jahren bei den Europameisterschaften 1983 hinter Ute Geweniger Zweite über 100 und 200 m Brust. Bei den darauf folgenden Europameisterschaften erreichte sie dann über 100 m Brust ihren ersten internationalen Titel. Bei den Weltmeisterschaften 1986 folgte dann der Weltmeistertitel über die gleiche Strecke in Weltrekordzeit (1:08,11 min) sowie der Sieg mit der 4 × 100-m-Lagenstaffel in der Besetzung Kathrin Zimmermann, Sylvia Gerasch, Kornelia Greßler und Kristin Otto.
Im letzten Jahr ihrer Laufbahn wurde sie über 100 m Brust Deutsche Meisterin 2000 und konnte sich so erstmals für Olympische Spiele qualifizieren. Bei den Wettkämpfen in Sydney belegte sie als zweitbeste Europäerin den achten Rang über 100 m Brust. In der 4 × 100-m-Lagenstaffel belegte sie mit Antje Buschschulte, Franziska van Almsick und Katrin Meißner den vierten Platz.
Gerasch startete zuletzt für den SC Berlin. 1984 wurde sie mit dem Vaterländischen Verdienstorden in Gold ausgezeichnet. 1986 erhielt sie den Stern der Völkerfreundschaft in Gold.

## Doping

### DDR-Doping
Ebenso wie viele andere ehemalige DDR-Spitzenschwimmerinnen auch, wie zum Beispiel Kristin Otto, Heike Friedrich, Dagmar Hase oder Daniela Hunger, wurde auch Sylvia Gerasch im Zusammenhang mit dem 1998 stattfindenden Dopingprozess gegen die ehemaligen DDR-Trainer Dieter Lindemann und Volker Frischke mit dem Vorwurf des systematischen Dopings zwischen 1982 und 1988, der Vorwurf der Einnahme illegaler leistungssteigernder Substanzen und der damit unrechtmäßig erreichten Welt- und Europameistertitel laut.

### Koffeindoping
Nach den Sprintschwimmeuropameisterschaften 1993 in Gateshead wurden bei Gerasch erhöhte Koffeinwerte festgestellt, worauf sie der Weltschwimmverband bis zum 21. Januar 1996 für zwei Jahre sperrte.